# Asai járás

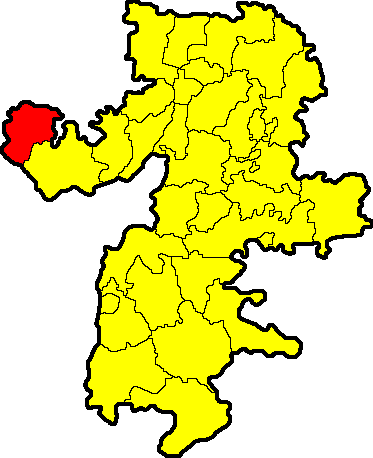
Az Asai járás a Cseljabinszki területen

Az Asai járás (oroszul Ашинский муниципальный район) Oroszország egyik járása a Cseljabinszki területen. Székhelye Asa.

## Népesség
- 1989-ben 43 876 lakosa volt.
- 2002-ben 37 045 lakosa volt, melyből 30 613 orosz, 2853 tatár, 2379 baskír, 324 ukrán, 191 csuvas, 107 mordvin stb.
- 2010-ben 64 779 lakosa volt, melyből 52 663 orosz, 5538 tatár, 4089 baskír, 657 mari, 404 ukrán, 240 fehérorosz, 200 csuvas, 105 örmény, 102 üzbég stb.